# Leopoldshöhe
Leopoldshöhe település Németországban, azon belül Észak-Rajna-Vesztfália tartományban. Lakosainak száma 16 658 fő (2023. december 31.). Leopoldshöhe Bad Salzuflen, Lage, Oerlinghausen és Bielefeld községekkel határos.

## Népesség
A település népességének változása:
| Lakosok száma | 11 594 | 16 317 | 16 282 | 16 413 | 16 614 | 16 658 |
|               | 1975   | 2017   | 2019   | 2021   | 2022   | 2023   |